# Bahmer
Bahmer (in arabo: عين الدفلى) è una località dell'Algeria, nella provincia di Adrar. Si trova in un'oasi a sud della città di Adrar lungo la strada n.6.